# Loire 250
Le Loire 250 était un avion de chasse français de l'entre-deux-guerres. Construit par la société Loire-Nieuport, il n'a pas dépassé le stade de prototype.

## Origine
Le 13 juillet 1934 le ministère de l'Air lança un programme de chasseurs monoplaces (C1). Modifié à plusieurs reprises, ce programme fut figé le 16 novembre 1935, donnant naissance à deux catégories d’appareils : des chasseurs légers de 400 à 500 ch et des chasseurs lourds de 800 à 1 000 ch. Cette dernière catégorie donna naissance à quatre monoplans à aile basse cantilever et train rentrant. Mais alors que le Morane-Saulnier MS.405, qui sera finalement choisi, avait une structure tubulaire partiellement entoilée, les quatre autres appareils présentés adoptaient une structure monocoque à revêtement travaillant. Il s’agissait des Bloch MB.150, Dewoitine D.513, Loire-Nieuport LN 161 et Loire 250.

## Description
Dessiné par l’ingénieur Asselot, le Loire 250 se présentait comme un monoplan à aile basse cantilever dont la voilure comportait un plan central sans dièdre, échancré à l’emplanture pour faciliter la visibilité vers le bas et comportant des volets d’intrados donnant à l’appareil une vitesse d’atterrissage de tout juste 100 km/h. Les panneaux externes de forme trapézoïdale affichaient un dièdre positif. Réalisée autour de deux longerons-caissons, la voilure disposait d’un revêtement travaillant. Le fuselage relativement compact était construit derrière un gros moteur Hispano-Suiza 14Ha-79 en double étoile de 1 000 ch protégé par un capot NACA. De section circulaire à l’avant, où se situait un réservoir de 330 litres, il évoluait vers une section ovoïde en arrière du siège du pilote et de terminait par un empennage classique. Le poste de pilotage, largement vitré, était couvert par une verrière coulissante. Le train d’atterrissage se relevait latéralement vers l’intérieur au moyen de vérins hydrauliques. 2 canons synchronisés de 20 mm de voilure et 2 mitrailleuses de 7,5 mm devaient armer cet appareil.

## Une courte carrière
Piloté par Sadi-Lecointe, le prototype fit son premier vol le 28 septembre 1935 et se révéla très instable, affichant des performances décevantes avec une hélice provisoire bipale à pas fixe en bois. Diverses modifications aérodynamiques, comme la modification de l’empennage, rendirent progressivement l’appareil plus stable, et le montage d’une hélice tripale à pas variable Hamilton Standard construite sous licence par Hispano-Suiza améliora les performances de l’appareil, qui ne dépassait pourtant pas les 480 km/h alors que le programme exigeait une vitesse maximale égale ou supérieure à 485 km/h. Il fut pourtant présenté au Grand Palais du 13 au 29 novembre 1936 à l’occasion du 15e Salon de l’aéronautique. Le prototype aurait dû ensuite rejoindre le Centre d'essais du matériel aérien (CEMA) pour y subir enfin des essais officiels mais, curieusement, ne fut pas repris dans les actifs de la Société Loire-Nieuport au moment de sa nationalisation. Il fut donc tout simplement abandonné au fond d’un hangar de Villacoublay. 

## Sources
1. ↑  Flight no 1456 p. 543
2. ↑  Green/Swanborough p. 354
3. ↑  Flight no 1456 p. 542